# Baix

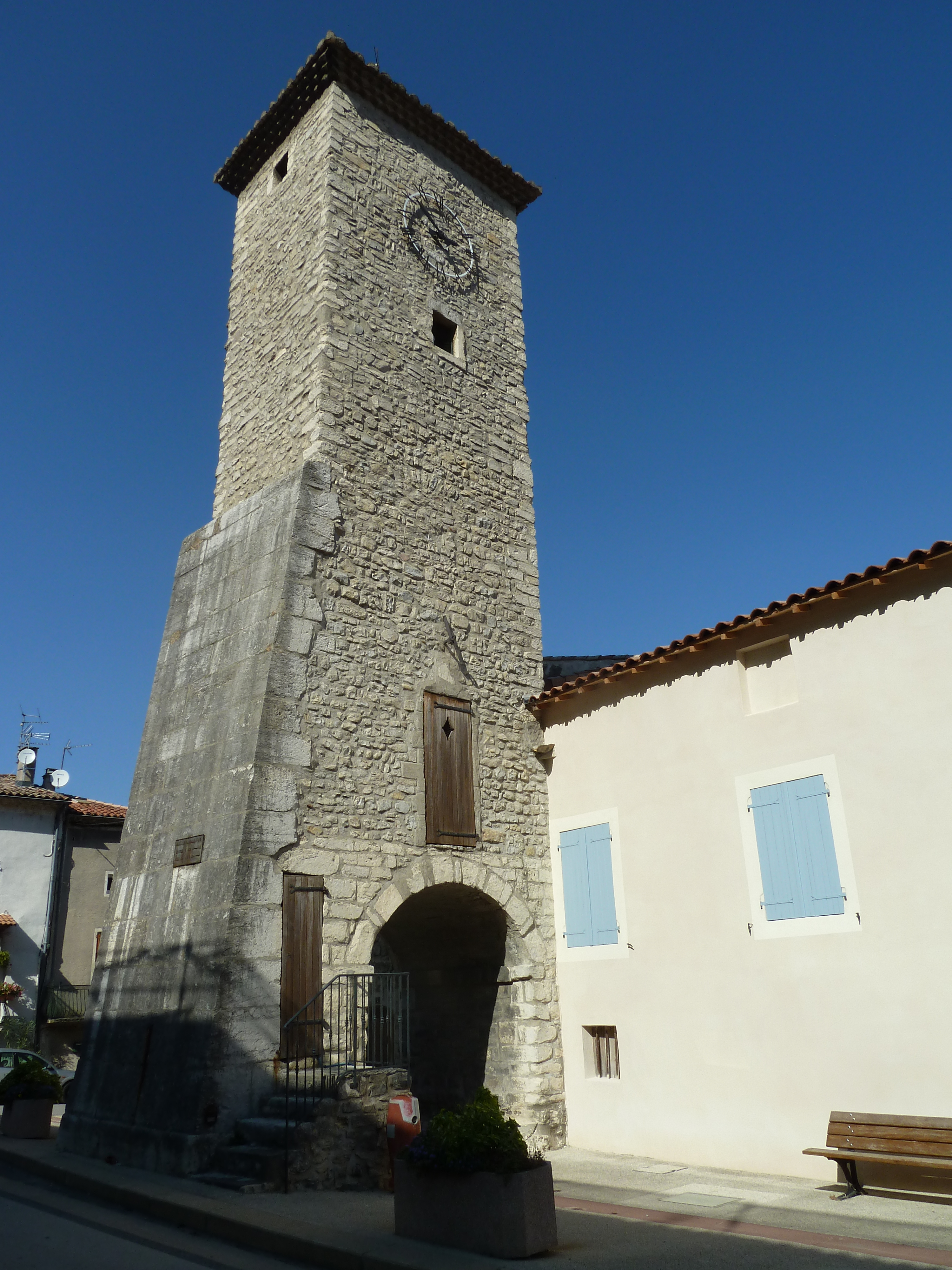
Wieża (2012)

Baix – miejscowość i gmina we Francji, w regionie Owernia-Rodan-Alpy, w departamencie Ardèche.
Według danych na rok 1990 gminę zamieszkiwało 748 osób, a gęstość zaludnienia wynosiła 43 osoby/km² (wśród 2880 gmin regionu Rodan-Alpy Baix plasuje się na 945. miejscu pod względem liczby ludności, natomiast pod względem powierzchni na miejscu 629.).